# Juegos de las Islas de 2001
Los Juegos de las Islas en su IX edición se celebraron en la Isla de Man, entre el 9 de julio y el 13 de julio de 2001. En ellos participaron 22 islas miembros, que compitieron en 15 modalidades deportivas.

## Medallero
| Medallero | Medallero                 | Medallero | Medallero | Medallero | Medallero |
| Platz     | Isla(s)                   | O         | P         | B         | Total     |
| --------- | ------------------------- | --------- | --------- | --------- | --------- |
| 1         | Jersey                    | 51        | 42        | 39        | 132       |
| 2         | Isla de Man               | 41        | 25        | 39        | 105       |
| 3         | Gotland                   | 20        | 14        | 17        | 51        |
| 4         | Guernsey                  | 18        | 38        | 25        | 81        |
| 5         | Islas Feroe               | 15        | 12        | 13        | 40        |
| 6         | Åland                     | 11        | 13        | 5         | 29        |
| 7         | Isla de Wight             | 11        | 8         | 16        | 35        |
| 8         | Islas Caimán              | 10        | 8         | 11        | 29        |
| 8         | Rodas                     | 10        | 8         | 11        | 29        |
| 10        | Saaremaa                  | 5         | 7         | 7         | 19        |
| 11        | Shetland                  | 2         | 6         | 10        | 18        |
| 12        | Anglesey (Ynys Môn)       | 2         | 5         | 2         | 9         |
| 13        | Gibraltar                 | 0         | 3         | 10        | 13        |
| 14        | Groenlandia               | 0         | 3         | 1         | 4         |
| 15        | Órcadas                   | 0         | 2         | 2         | 4         |
| 16        | Isla del Príncipe Eduardo | 0         | 0         | 1         | 1         |
| -         | Alderney                  | 0         | 0         | 0         | 0         |
| -         | Islas Malvinas            | 0         | 0         | 0         | 0         |
| -         | Frøya                     | 0         | 0         | 0         | 0         |
| -         | Hitra                     | 0         | 0         | 0         | 0         |
| -         | Santa Helena              | 0         | 0         | 0         | 0         |
| -         | Santa Helena              | 0         | 0         | 0         | 0         |
| -         | Sark                      | 0         | 0         | 0         | 0         |

## Deportes
| - Bádminton - ver resultados - Tiro con arco - ver resultados - Tenis de mesa - ver resultados - Gimnasia - ver resultados - Vóleibol - ver resultados | - Fútbol - ver resultados - Atletismo - ver resultados - Golf - ver resultados - Baloncesto - ver resultados - Vela - ver resultados | - Tiro olímpico - ver resultados - Ciclismo - ver resultados - Natación - ver resultados - Tenis - ver resultados - Triatlón - ver resultados |